# Kūh-e Godār Ţāq
Kūh-e Godār Ţāq (persiska: کوه گدار طاق) är ett berg i Iran.   Det ligger i provinsen Markazi, i den centrala delen av landet, 220 km sydväst om huvudstaden Teheran. Toppen på Kūh-e Godār Ţāq är 2 552 meter över havet, eller 142 meter över den omgivande terrängen. Bredden vid basen är 0,77 km.
Terrängen runt Kūh-e Godār Ţāq är huvudsakligen kuperad.Runt Kūh-e Godār Ţāq är det ganska glesbefolkat, med 25 invånare per kvadratkilometer. Närmaste större samhälle är Maḩallāt, 14,3 km sydost om Kūh-e Godār Ţāq. Trakten runt Kūh-e Godār Ţāq består i huvudsak av gräsmarker.